# Ippon
Cet article possède un paronyme, voir Hippone.

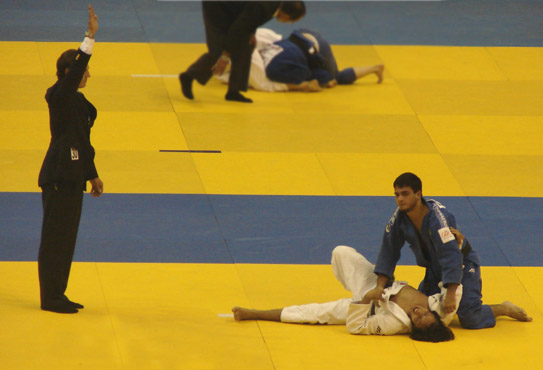
L'arbitre lève la main pour signaler une victoire par ippon en judo

Un ippon (japonais : 一本), littéralement « un point entier », est le score le plus élevé qu'un combattant puisse obtenir lors d'une compétition d'arts martiaux japonais comme le judo, le karaté et le ju-jitsu.

## Au judo

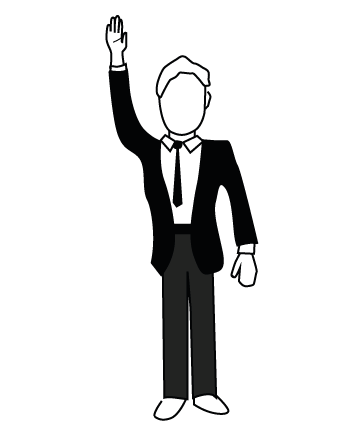
Pour signaler un ippon, l'arbitre lève un bras bien au-dessus de sa tête avec la paume de main vers l’avant.

Au judo, le ippon s'obtient lorsque l'adversaire tombe largement sur le dos (plus de la moitié) avec force, vitesse et contrôle ou lors d'une immobilisation de 20 secondes.  Il peut également être marqué quand l'un des deux adversaires abandonne (frappe deux fois le tatami) à la suite d'une clef de bras ou étranglement. Il s'obtient aussi lorsque l'un des deux combattants marque deux waza-ari, il est alors annoncé waza-ari awazate ippon (parfois transcrit waza-ari awasete ippon).
Le combat cesse dès qu'un ippon est marqué par l'un des deux adversaires.

## Au karaté
Au karaté, le ippon s'obtient en portant un coup de pied à la tête (geri jodan) ou un coup de poing à un adversaire au sol (balayage ou chute). Trois points sont marqués par le combattant ayant réalisé un ippon.

## Au ju-jitsu
Pour les combats de ju-jitsu (ju-jitsu fighting system), il existe trois types de ippon, chacun pour une des parties de la rencontre:
- Frappe pied-poing (atemi-waza) : coup direct au corps ou indirect au visage, non bloqué – 2 points
- Projection (nage-waza) : projection sur le dos ou le ventre, étranglement ou clé suivie d’un abandon – 2 points
- Sol (ne-waza) : Clé ou étranglement entraînant un abandon – 3 points

Le combattant qui marque un ippon dans chaque catégorie remporte le match (full ippon).